# Juan-Carlos Spir
Juan-Carlos Spir (* 1. Mai 1990 in Medellín) ist ein ehemaliger kolumbianischer Tennisspieler.

## Karriere
Juan-Carlos Spir spielte hauptsächlich auf der ATP Challenger Tour und der ITF Future Tour. Er konnte zwei Doppelsiege auf der ITF Future Tour feiern. Auf der ATP Challenger Tour gewann er das Doppelturnier in Quito im Jahr 2013.
Sein letztes Turnier spielte er im Frühjahr 2015. Mittlerweile wird er nicht mehr in der Weltrangliste geführt.

## Erfolge
| Legende (Anzahl der Siege)  |
| Grand Slam                  |
| ATP World Tour Finals       |
| ATP World Tour Masters 1000 |
| ATP World Tour 500          |
| ATP World Tour 250          |
| ATP Challenger Tour (3)     |

### Doppel

#### Turniersiege
| Nr. | Datum              | Turnier         | Belag     | Partner    | Finalgegner                                | Ergebnis          |
| --- | ------------------ | --------------- | --------- | ---------- | ------------------------------------------ | ----------------- |
| 1.  | 22. September 2013 | Quito           | Sand      | Kevin King | Christopher Díaz Figueroa Carlos Salamanca | 7:5, 6:79, [11:9] |
| 2.  | 1. Februar 2014    | Chitré          | Hartplatz | Kevin King | Alex Llompart Mateo Nicolás Martínez       | 7:65, 6:4         |
| 3.  | 19. April 2014     | San Luis Potosí | Sand      | Kevin King | Adrián Menéndez Agustín Velotti            | 6:3, 6:4          |